# Nightmares Made Flesh
Nightmares Made Flesh är andra studioalbumet av svenska death metal-bandet Bloodbath. Albumet gavs ut den 27 september 2004, men i USA kom det inte ut förrän den 8 mars 2005. På den här plattan har det gjorts förändringar angående banduppsättningen, Peter Tägtgren (Pain, Hypocrisy), är ny sångare och Martin Axenrot på trummor istället för Dan Swanö som gick över till gitarr.

## Låtförteckning
1. "Cancer of The Soul" - 03:33
2. "Brave New Hell" - 04:03
3. "Soul Evisceration" - 03:38
4. "Outnumbering The Day" - 03:15
5. "Feeding The Undead" - 04:04
6. "Eaten" - 04:19
7. "Bastard Son of God" - 02:51
8. "Year of The Cadaver Race" - 04:33
9. "The Ascension" - 03:52
10. "Draped In Disease" - 03:59
11. "Stillborn Saviour" - 03:39
12. "Blood Vortex" - 03:31

## Banduppsättning
- Peter Tägtgren - sång
- Anders Nyström - gitarr, bas, bakgrundssång
- Dan Swanö - gitarr, bas, bakgrundssång
- Jonas Renkse - gitarr, bas, bakgrundssång
- Martin Axenrot - trummor

## Medverkande
- Jens Bogren - producent, ljudtekniker
- Henrik Jonsson - mastering (Masters of Audio, Stockholm)
- Agni Kaster - design
- Andreas Hylthén - foto